# Tozi istinski maj
Tozi istinski maj (Този истински мъж, aquest home de debò) és un pel·lícula búlgara dramàtica del 1975 dirigit per Aleksandr Obreixkov, basat en un guió per Ivan Ostrikov. L'operador és Rumen Georgiev. La música de la pel·lícula va ser composta per Aleksandr Brzitsov. El títol original de la pel·lícula donat per l'escriptor del guió era Sasho ubiva vŭlk (Saixo mata un llop).

## Cast
Els papers de la pel·lícula els interpreten els actors:
- Stefan Danailov – Sasho
- Elena Dimitrova – Milka
- Pavel Poppandov – Balnearis
- Rositsa Danailova - La secretària del Partit
- Stefan Iliev – El director
- Dobromir Manev – Petrov
- Nikola Marinov – El pare
- Ivan Stefanov
- Rumyana Znamenova
- Koycho Koychev
- Lyubomir Dimov
- Nevena Mandajieva
- Dimitar Milushev
- Maria Nedelina
- Geno Nedyalkov
- Yordan Spirov